# Річард Мак-Грегор
Річард Мак-Ґреґор (англ. Richard McGregor; 1958, Сідней, Австралія) — австралійський журналіст та письменник. Автор двох книг — про сучасну Японію, опублікованих у 1996 році, та Компартію Китаю — «The Party: The Secret World of China's Communist Rulers» (2010).

## Життєпис
Річард Мак-Ґреґор народився у 1958 році у Сіднеї, Австралія. Деякий час мешкав у Лондоні.
Свою журналістську кар'єру Річард Мак-Ґреґор починав у австралійських виданнях. Працював журналістом у Тайвані, Сідней, Канберра та Мельбурні.
Річард Мак-Ґреґор колишній шеф політкореспонденціі, японської та китайської кореспонденцій в «The Australian».
З 2000 року очільник відділення «Файненшл таймс» в Шанхаї, з 2005 року — керівник китайського відділення «Файненшл таймс». У 2009 році був призначений заступником новинного редактора «Файненшл таймс». З 2011 року керівник вашингтонського відділення газети «Файненшл таймс».
Він також співпрацював з «International Herald Tribune», «BBC» та «Far Eastern Economic Review».
З січня 2011 року Мак-Ґреґор проживає у Вашингтоні, США.